# Collégiale Sainte-Marie de Xàtiva
La collégiale Sainte-Marie de Xàtiva (en catalan : Col·legiata de Santa Maria de Xàtiva en valencien, localement appelée la Seu) est l'église principale de la ville de Xàtiva (province de Valence, Espagne). Commencée au XIVe siècle, elle constitue un exemple de l’architecture gothique valencienne de ce siècle.

## Description
La collégiale Sainte-Marie de Xàtiva est constituée de trois nefs et transept. La longueur de la nef principale est de 86 m, la largeur est de 56 m, et la hauteur du campanile est de 69 m.
Le musée de la collégiale, Museu Colegial, expose quelques pièces de grande valeur datant des XVe et XVIe siècles, notamment des retables du maître de Xàtiva (Retable de Martin Crespi et Retable de St Michel Archange avec Marie-Madeleine) et des tableaux de Jacomart, Joan Reixach et Cristobal Llorens.

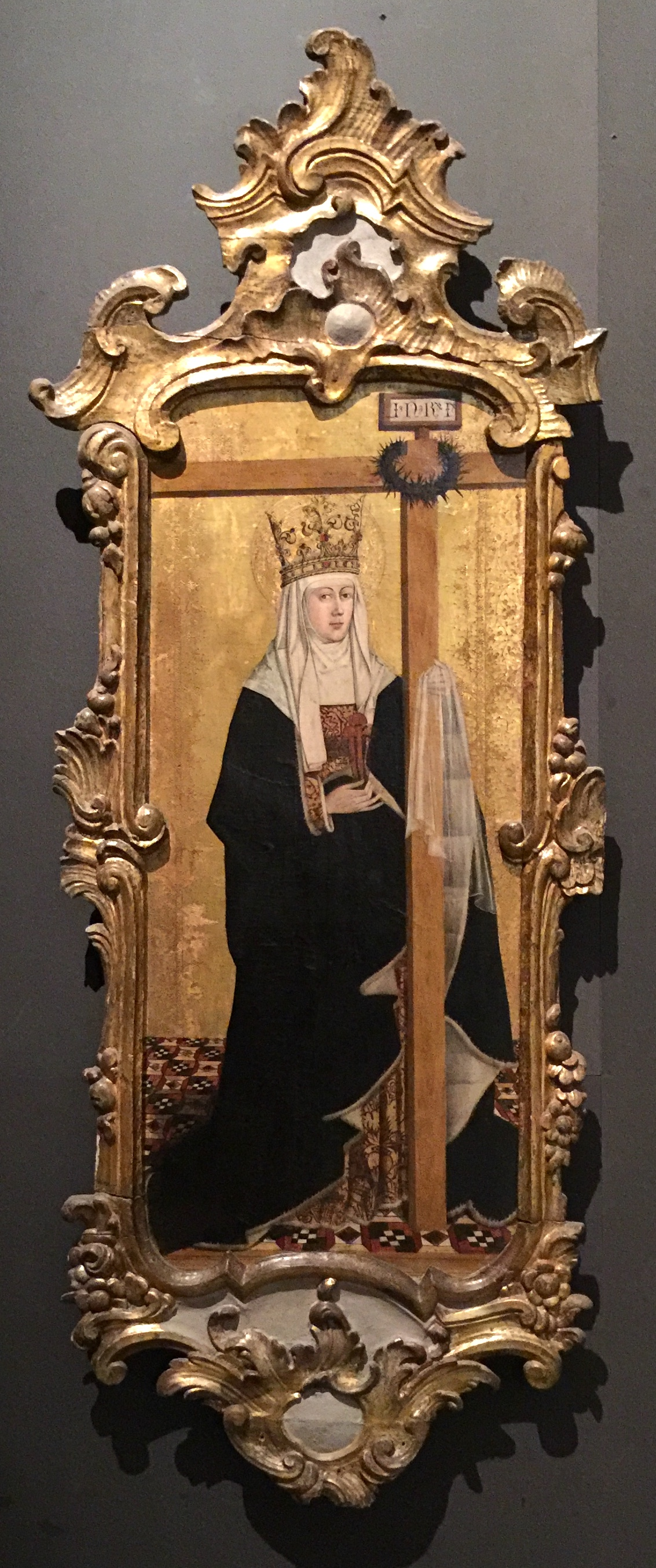
Sainte Hélène par Jacomart et Reixach
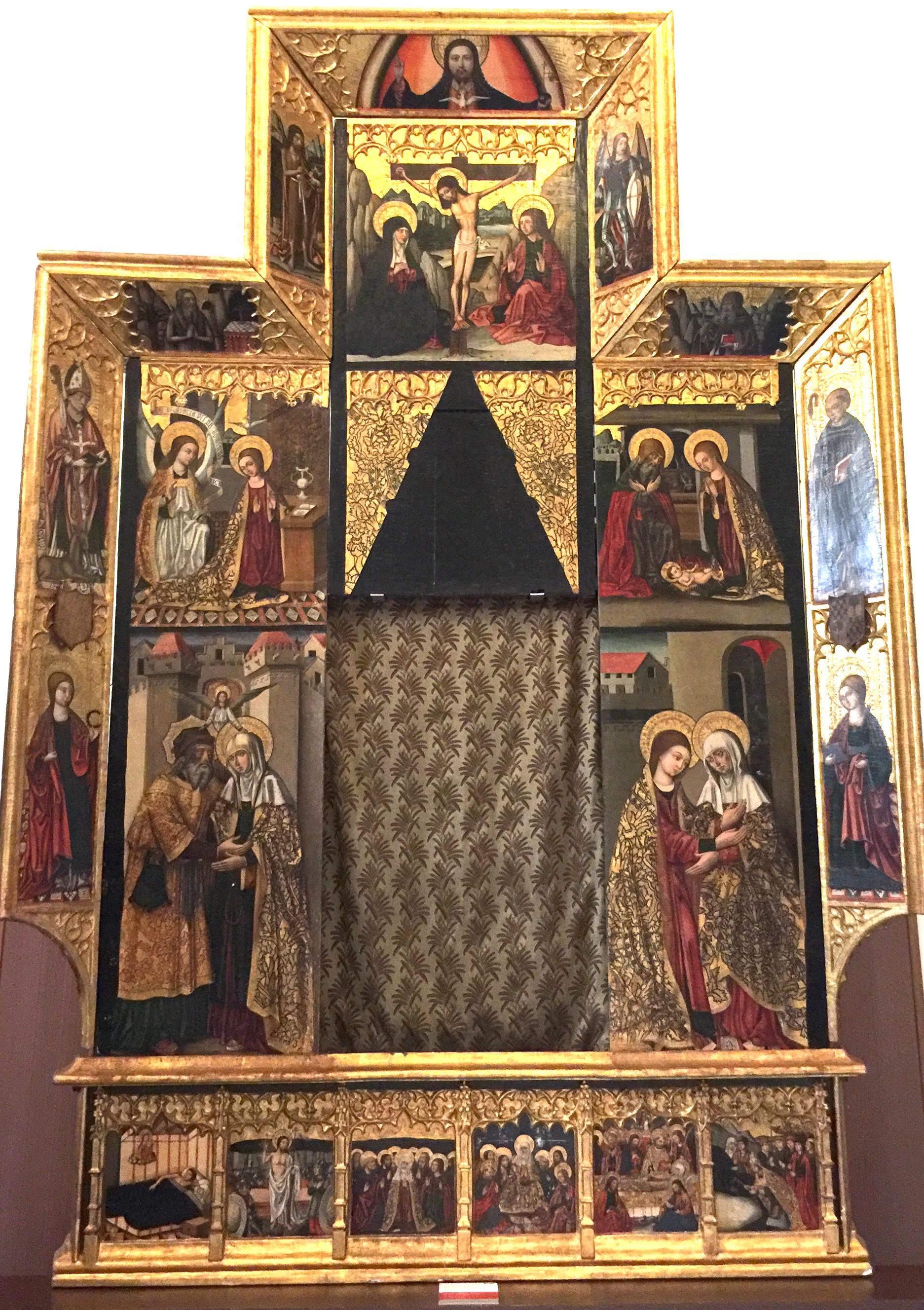
Retable de Martin Crespi par le Maître de Xàtiva
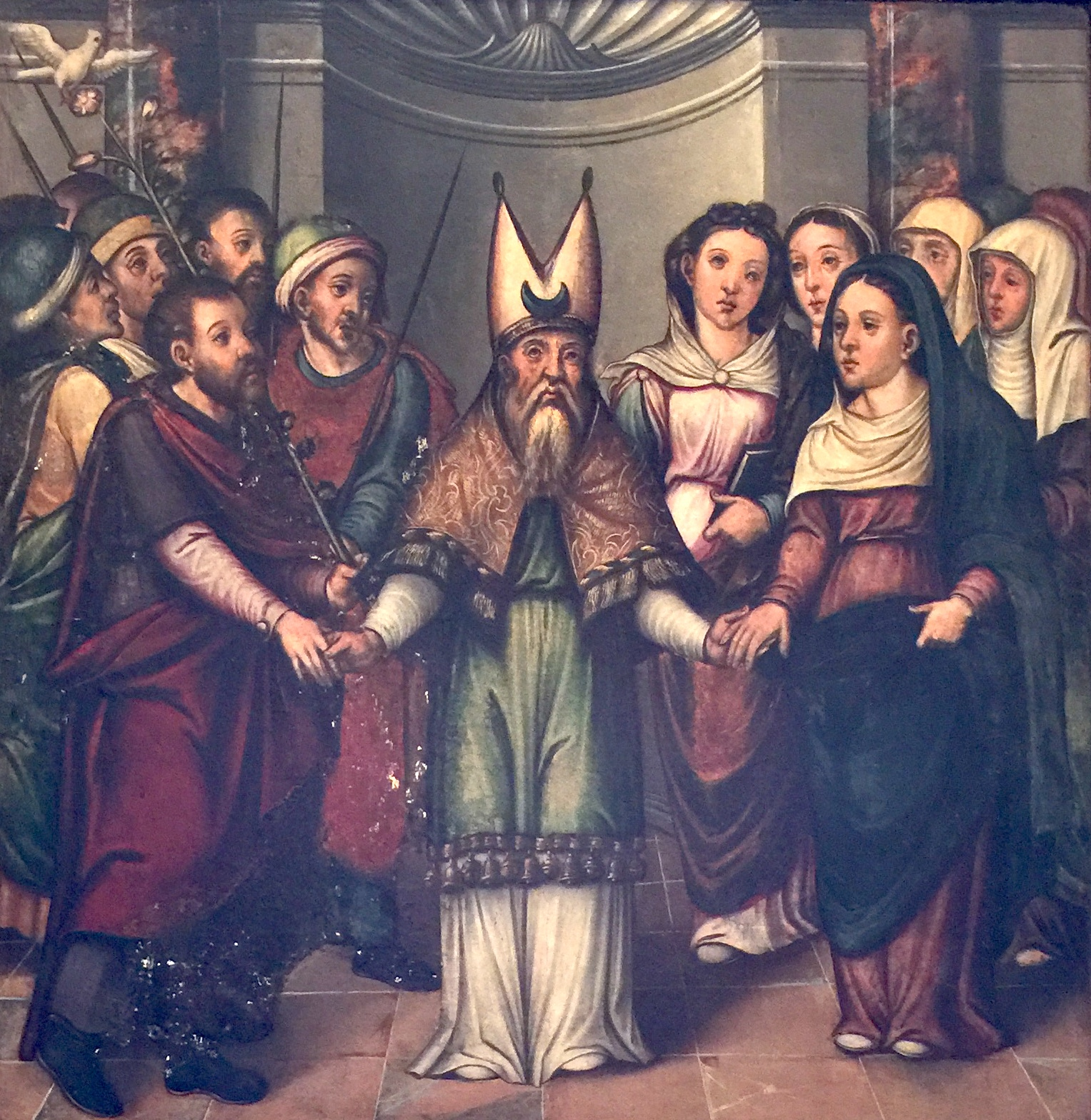
Saintes épousailles par Cristobal Llorens
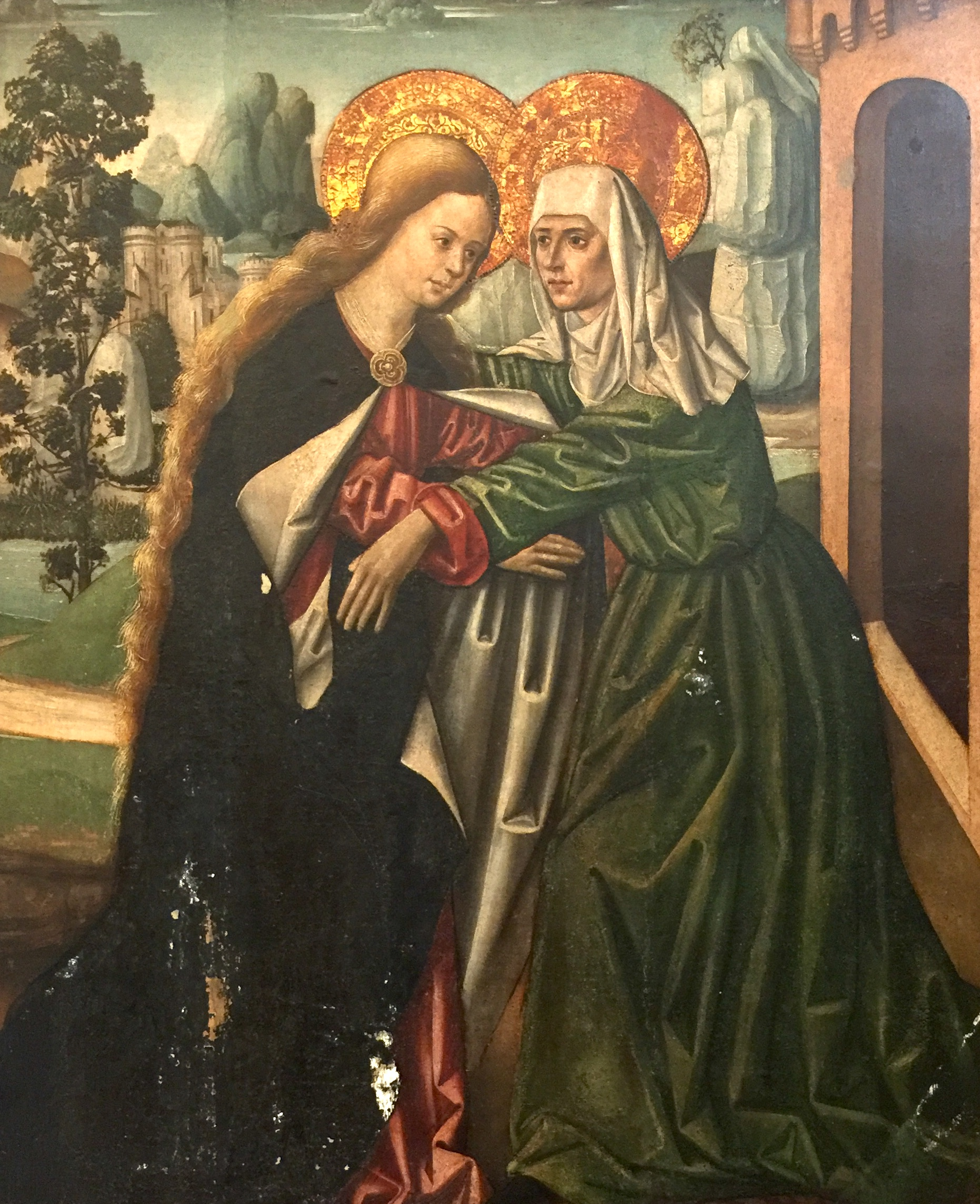
La Visitation. Anonyme. XVIe siècle

## Protection
L'église fait l’objet d’un classement en Espagne au titre de bien d'intérêt culturel depuis le 3 juin 1931.